# Communiqué Tour
Communiqué Tour è la tournée dei Dire Straits che ebbe luogo dall'11 febbraio al 21 dicembre 1979.

## Formazione

### Dire Straits
- Mark Knopfler – voce e chitarra
- David Knopfler – chitarra e cori
- John Illsley – basso e cori
- Pick Withers – batteria

### Altri musicisti
- Joop de Korte – percussioni (parti marginali)[2]

## Date degli spettacoli
Europa
1. 11 febbraio 1979 – De Doelen, Rotterdam,  Paesi Bassi
2. 12 febbraio 1979 – Niedersachsenhalle, Hannover,  Germania Ovest
3. 13 febbraio 1979 – Philipshalle, Düsseldorf,  Germania Ovest
4. 14 febbraio 1979 – Rosengarten, Mannheim,  Germania Ovest
5. 15 febbraio 1979 – Stadthalle, Stolberg,  Germania Ovest
6. 16 febbraio 1979 – Rockpalast, WDR (TV), Colonia,  Germania Ovest
7. 18 febbraio 1979 – Stadthalle, Brema,  Germania Ovest

America del Nord
1. 23 febbraio 1979 – Paradise, Boston, Massachusetts,  Stati Uniti
2. 24 febbraio 1979 – Paradise, Boston, Massachusetts,  Stati Uniti
3. 25 febbraio 1979 – Alumni, Providence, Rhode Island,  Stati Uniti
4. 26 febbraio 1979 – Shaboo, Willimantic, Connecticut,  Stati Uniti
5. 28 febbraio 1979 – Hullabaloo, Albany, New York,  Stati Uniti
6. 2 marzo 1979 – Bottom Line, New York, New York,  Stati Uniti
7. 3 marzo 1979 – Bottom Line, New York, New York,  Stati Uniti
8. 6 marzo 1979 – Tower Theatre, Filadelfia, Pennsylvania,  Stati Uniti
9. 8 marzo 1979 – Bayou, Washington DC,  Stati Uniti
10. 9 marzo 1979 – Bayou, Washington DC,  Stati Uniti
11. 11 marzo 1979 – After Dark, Buffalo, New York,  Stati Uniti
12. 12 marzo 1979 – Agora, Cleveland, Ohio,  Stati Uniti
13. 13 marzo 1979 – University of Toronto, Toronto, Ontario,  Canada
14. 14 marzo 1979 – Plateau Auditorium, Montreal, Quebec,  Canada
15. 15 marzo 1979 – Centerstage, Detroit, Michigan,  Stati Uniti
16. 16 marzo 1979 – Park West, Chicago, Illinois,  Stati Uniti
17. 17 marzo 1979 – Palms, Milwaukee, Wisconsin,  Stati Uniti
18. 19 marzo 1979 – Memorial Hall, Kansas City, Kansas,  Stati Uniti
19. 21 marzo 1979 – Opry House, Houston, Texas,  Stati Uniti
20. 22 marzo 1979 – Opry House, Austin, Texas,  Stati Uniti
21. 23 marzo 1979 – Palladium, Dallas, Texas,  Stati Uniti
22. 25 marzo 1979 – Regis College, Denver, Colorado,  Stati Uniti
23. 27 marzo 1979 – Roxy, San Diego, California,  Stati Uniti
24. 28 marzo 1979 – Roxy, Los Angeles, California,  Stati Uniti
25. 29 marzo 1979 – Roxy, Los Angeles, California,  Stati Uniti
26. 31 marzo 1979 – Old Waldorf, San Francisco, California,  Stati Uniti
27. 1º aprile 1979 – Old Waldorf, San Francisco, California,  Stati Uniti
28. 2 aprile 1979 – University Of Davis, Sacramento, California,  Stati Uniti

Europa
1. 23 maggio 1979 – Stadthalle, Offenbach,  Germania Ovest
2. 24 maggio 1979 – Stadthalle, Offenbach,  Germania Ovest
3. 25 maggio 1979 – Sporthalle, Stoccarda,  Germania Ovest
4. 26 maggio 1979 – Küernackhalle, Würzburg,  Germania Ovest
5. 27 maggio 1979 – Stadthalle, Wettingen,  Svizzera
6. 29 maggio 1979 – Circus Krone, Monaco di Baviera,  Germania Ovest
7. 30 maggio 1979 – Hemmerleinhalle, Norimberga,  Germania Ovest
8. 31 maggio 1979 – Rhein-Neckar-Halle, Heidelberg,  Germania Ovest
9. 1º giugno 1979 – Circus Krone, Monaco di Baviera,  Germania Ovest
10. 2 giugno 1979 – Stadthalle, Freiberg,  Germania Ovest
11. 4 giugno 1979 – Pinkpop Festival, Sportpark, Geleen,  Paesi Bassi
12. 5 giugno 1979 – Palais Des Sports, Parigi,  Francia
13. 8 giugno 1979 – Empire, Liverpool,  Regno Unito
14. 9 giugno 1979 – Apollo, Glasgow,  Regno Unito
15. 10 giugno 1979 – Odeon, Edimburgo,  Regno Unito
16. 11 giugno 1979 – City Hall, Sheffield,  Regno Unito
17. 13 giugno 1979 – Odeon, Birmingham,  Regno Unito
18. 14 giugno 1979 – City Hall, Newcastle,  Regno Unito
19. 15 giugno 1979 – Apollo, Manchester,  Regno Unito
20. 16 giugno 1979 – Colston Hall, Bristol,  Regno Unito
21. 17 giugno 1979 – Hammersmith Odeon, Londra,  Regno Unito
22. 18 giugno 1979 – Dome, Brighton,  Regno Unito
23. 20 giugno 1979 – Hammersmith Odeon, Londra,  Regno Unito
24. 21 giugno 1979 – Hammersmith Odeon, Londra,  Regno Unito
25. 23 giugno 1979 – Loreley Festival, Francoforte sul Meno,  Germania Ovest
26. 24 giugno 1979 – Westfalenhalle (Festival), Dortmund,  Germania Ovest
27. 29 giugno 1979 – Deutschlandhalle (Festival), Berlino,  Germania Ovest
28. 1º luglio 1979 – Olympiastadion (Festival), Monaco di Baviera,  Germania Ovest
29. 7 luglio 1979 – Festival, Torhout,  Belgio
30. 8 luglio 1979 – Werchter Festival, Bruxelles,  Belgio

America del Nord
1. 8 settembre 1979 – Orpheum, Boston, Massachusetts,  Stati Uniti
2. 9 settembre 1979 – Ocean State Theater, Providence, Rhode Island,  Stati Uniti
3. 10 settembre 1979 – Calderone Theater, Hempstead, New York,  Stati Uniti
4. 11 settembre 1979 – Palladium, New York, New York,  Stati Uniti
5. 13 settembre 1979 – Capitol Theater, Passaic, New Jersey,  Stati Uniti
6. 14 settembre 1979 – Tower Theatre, Filadelfia, Pennsylvania,  Stati Uniti
7. 15 settembre 1979 – Smith Center, Washington DC,  Stati Uniti
8. 17 settembre 1979 – Chrysler Hall, Norfolk, Virginia,  Stati Uniti
9. 18 settembre 1979 – Coliseum, Greensboro, North Carolina,  Stati Uniti
10. 20 settembre 1979 – Park Center, Charlotte, North Carolina,  Stati Uniti
11. 21 settembre 1979 – Fox Theater, Atlanta, Georgia,  Stati Uniti
12. 23 settembre 1979 – Civic Auditorium, Jacksonville, Florida,  Stati Uniti
13. 24 settembre 1979 – Curtis Hixon, Tampa, Florida,  Stati Uniti
14. 25 settembre 1979 – Jai Alai Miami,  Stati Uniti
15. 28 settembre 1979 – Township, Columbia, South Carolina,  Stati Uniti
16. 29 settembre 1979 – Coliseum, Knoxville, Tennessee,  Stati Uniti
17. 1º ottobre 1979 – Gardens, Louisville, Kentucky,  Stati Uniti
18. 2 ottobre 1979 – Bogarts, Cincinnati, Ohio,  Stati Uniti
19. 3 ottobre 1979 – Palace Theater Cleveland,  Stati Uniti
20. 4 ottobre 1979 – Centerstage, Detroit, Michigan,  Stati Uniti
21. 6 ottobre 1979 – Kiel Opera House, Saint Louis, Missouri,  Stati Uniti
22. 7 ottobre 1979 – Uptown Theater, Chicago, Illinois,  Stati Uniti

Europa
1. 1º novembre 1979 – Ahoy, Rotterdam,  Paesi Bassi
2. 2 novembre 1979 – Vereeniging, Nimega,  Paesi Bassi
3. 3 novembre 1979 – Vereeniging, Nimega,  Paesi Bassi
4. 4 novembre 1979 – Carre Theatre, Amsterdam,  Paesi Bassi
5. 5 novembre 1979 – Carre Theatre, Amsterdam,  Paesi Bassi
6. 7 novembre 1979 – Ijsselhal, Zwolle,  Paesi Bassi
7. 8 novembre 1979 – Grugahalle, Essen,  Germania Ovest
8. 9 novembre 1979 – Messehalle, Colonia,  Germania Ovest
9. 11 novembre 1979 – Münsterlandhalle, Münster,  Germania Ovest
10. 12 novembre 1979 – Stadthalle, Braunschweig,  Germania Ovest
11. 13 novembre 1979 – CCH Hamburg,  Germania Ovest
12. 14 novembre 1979 – Ostseehalle, Kiel,  Germania Ovest
13. 16 novembre 1979 – Idraettenshus, Vejle,  Danimarca
14. 17 novembre 1979 – Olympen, Lund,  Svezia
15. 18 novembre 1979 – Tivoli Theatre, Copenaghen,  Danimarca
16. 19 novembre 1979 – Tivoli Theatre, Copenaghen,  Danimarca
17. 20 novembre 1979 – Scandinavium, Göteborg,  Svezia
18. 21 novembre 1979 – Ekeberghalle, Oslo,  Norvegia
19. 23 novembre 1979 – Johanneshov, Stoccolma,  Svezia
20. 26 novembre 1979 – Weser-Ems-Halle, Oldenburg,  Germania Ovest
21. 27 novembre 1979 – Forêt Nationale, Bruxelles,  Belgio
22. 11 dicembre 1979 – Stadium, Dublino,  Irlanda
23. 12 dicembre 1979 – Stadium, Dublino,  Irlanda
24. 13 dicembre 1979 – Whitla Hall, Belfast,  Regno Unito
25. 14 dicembre 1979 – Whitla Hall, Belfast,  Regno Unito
26. 18 dicembre 1979 – Lewisham Odeon, Londra,  Regno Unito
27. 19 dicembre 1979 – Lewisham Odeon, Londra,  Regno Unito
28. 20 dicembre 1979 – Rainbow Theatre, Londra,  Regno Unito
29. 21 dicembre 1979 – Rainbow Theatre, Londra,  Regno Unito

## Scaletta
Secondo i dati forniti dal sito web specializzato setlist.fm, la seguente è stata la scaletta adottata più frequentemente durante il Communiqué Tour:
1. Down to the Waterline
2. Six Blade Knife
3. Once Upon a Time in the West
4. Lady Writer
5. Single Handed Sailor
6. Water of Love
7. In the Gallery
8. Follow Me Home
9. News
10. What's the Matter Baby?
11. Lions
12. Sultans of Swing
13. Wild West End
14. Eastbound Train
15. Where Do You Think You're Going?
16. Southbound Again

Tra le canzoni suonate nel corso della tournée figurano anche i seguenti brani:
- Angel of Mercy
- Portobello Belle
- Nadine
- Setting Me Up
- Bernadette
- Twisting by the Pool
- Solid Rock
- Les Boys